# Gáspár Loránd
Gáspár Loránd, másképp Lorand Gaspar (Marosvásárhely, 1925. február 28. – Párizs, 2019. október 9.) magyar származású francia író, költő, műfordító, fotóművész és sebészprofesszor.

## Élete
Apja szegény székely családból származott, anyja is székelyföldi, szász származású volt. Szülei vallásos, katolikus szellemben nevelték. 1943-től a Magyar Királyi József Nádor Műszaki és Gazdaságtudományi Egyetem (mai nevén: BME) mérnöki szakán tanult, de a tanév kezdete után három hónappal behívták katonának. A román-orosz frontra került, majd amikor a németek értesültek Horthy kiugrási kísérletéről, visszarendelték csapattestüket és mint megbízhatatlant, egy dél-németországi táborba deportálták.
1945 márciusában néhányadmagával megszökött és Pfullendorfban megadta magát a franciáknak. 1946 májusáig hadifogságban volt. Még ebben az évben Párizsba költözött, ahol elvégezte az orvosi egyetemet és megkapta a francia állampolgárságot. Később sebész lett Franciaországban, majd 1954-ben Izraelbe költözött egy állásajánlat miatt, ahol tizenhat évet élt. Ez idő alatt Jeruzsálemben, Jerikóban és Betlehemben dolgozott. Szoros kapcsolatot épített ki a palesztin és beduin lakossággal, akiken keresztül megismerte a sivatagot, mely költészetére is nagy hatással volt. Többször megfordult menekülttáborokban, a békés együttélést pártolta az izraeliek és a palesztinok között. 
1970-től az izraeli hatóságok nyomására elhagyta az országot és Tunéziába költözött. Nyugdíjazásáig a tuniszi francia kórházban dolgozott, ahol részt vett az ottani orvosképzésben. Párizsban is élt, ahol részt vett az emberi pszichológiával foglalkozó orvosi kutatásban.
1966-ban publikálta első versgyűjteményét, a Le Quatrième État de la matière-t. Több utazási könyvet adott ki, melyeket a saját fotóival illusztrált.
Több nyelven tudott: a magyar mellett gyermekkorában megtanult románul és németül, később a francia, angol, latin, görög és arab nyelveket is elsajátította.
Műfordítóként is jelentős teljesítményt mondhat magáénak, a magyar irodalom számos klasszikusát az ő műfordításában ismerhette meg a francia közönség. Mások mellett Illyés Gyula, Vas István, Weöres Sándor, Nemes Nagy Ágnes és Csoóri Sándor műveit fordította.
Kiemelkedő a Pilinszky-versek műfordítása, amelyek segítségével a francia nagyközönség megismerte és megértette Pilinszkyt.
Lefordította többek között Spinoza, Rilke, Seferis, D.H. Lawrence, Peter Riley és Pilinszky egyes műveit is.
2019 októberében Párizsban hunyt el 94 éves korában.

## Családja
Első feleségétől három gyermeke született: François Gaspar (1951–2011) színházigazgató, a Palesztin Nemzeti Színház megalapítója, Patricia Gaspar (neurobiológus) és Stéphane Gaspar (fogorvos).

## Művei
- Így szól a csend; Várta, Hamburg, 1953
- Le quatričme état de la matičre, v., Párizs (1966)
- Gisements, v., Párizs (1968)
- Histoire de la Palestine, tanulmány, Párizs (1968)
- Palestine, année 0. Un dialogue izraëlo-arabe, tanulmány, Párizs (1970)
- Sol absolu, v., 1972 (Budapest, 1981)
- Approche de la parole, esszék, Párizs (1978)
- Corps corrosifs, v., Montpellier (1978)
- Égée suivi de Judée, v., Párizs (1980)
- Minden földek földje; ford., utószó Tellér Gyula; Európa, Bp., 1981 (Napjaink költészete)
- Journaux de voyages, Párizs (1985)
- Feuilles d'observation, v., Párizs (1986)
- Carnets de Patmos. Cognac: Le Temps qu'il fait (1991)
- Égée, Judée, suivi d’extraits de Feuilles d’observation et de La maison près de la mer. Párizs Gallimard, (1993)
- Apprentissage. Párizs: Deyrolle (1994)
- Carnets de Jérusalem, Cognac, Le temps qu'il fait (1997)
- Az anyag negyedik halmazállapota. Válogatott versek; szerk., vál. Lackfi János, ford. Tóth Krisztina et al.; Múlt és Jövő, Bp., 1999
- Patmos et autres poèmes. Párizs: Gallimard (2001)
- Fénnyel írni. Válogatott versek; ford., utószó Somlyó György; Orpheusz Könyvek, Bp., 2001
- Boldog Arábia. És más útijegyzetek; ford., jegyz. Koros Fekete Sándor; Koinónia, Kolozsvár, 2005
- Derrière le dos de Dieu. Párizs: Gallimard (2010)

## Díjai, elismerései
- Apollinaire-díj (1967)
- Párizs Városának Nagydíja (1987)
- Mallarmé-díj (1993)
- Nemzeti Költészeti Nagydíj (1995)
- Költészeti Goncourt-díj (1998)
- Tóth Árpád Műfordítói Díj (2014)